# Carcadè
Il carcadè (o karkadè, in arabo كَرْكَديه‎?, karkadiyh; AFI: [kɑrkæˈdiːh]) è una infusione, ottenuta dal calice carnoso del fiore dell'Hibiscus sabdariffa. È una bibita dissetante dal sapore gradevolmente aspro e dal colore rosso intenso.
Nei paesi dov'è abitualmente coltivato, il fiore viene raccolto in due diverse fasi di maturazione, ottenendone due tipi: il carcadè verde (il cui uso è però quasi esclusivamente limitato ai luoghi di colture) e il carcadè rosso, che è invece comunemente esportato e commercializzato.
In alcuni paesi i fiori maturi freschi sono usati anche per produrre confetture. Il carcadè è spesso aggiunto nelle tisane in commercio (per esempio in quella di malva, di per sé incolore), per conferire all'infuso un colore rosso.
In forma d'infuso è leggermente lassativo. Per uso esterno, per la presenza dei polifenoli e delle mucillagini, ha un'azione lenitiva per le pelli infiammate.
Un tempo il suo consumo era assai diffuso in Italia, dov'era annoverato tra i "prodotti coloniali" provenienti dall'Eritrea, a suo tempo dominio italiano. Il carcadè era infatti anche chiamato il "tè degli italiani", per il fatto che con le sanzioni economiche dopo la guerra d'Etiopia il tè era divenuto molto costoso, sicché il regime fascista, nel quadro della sua politica autarchica, lo promosse come succedaneo di quest'ultimo. 
Il suo consumo è particolarmente alto in Egitto e Asia occidentale, sia caldo (con un vago sapore agro) sia freddo, per le forti proprietà astringenti, che aiutano a combattere la disidratazione e la sete. Si afferma anche che abbia spiccate capacità regolatrici della pressione sanguigna.